# Irene Ekelund
Irene Michelle Ekelund (* 8. März 1997 in Pakistan) ist eine schwedische Sprinterin.

## Sportliche Laufbahn
2013 nahm Irene Ekelund erstmals an einer internationalen Großveranstaltung, den Jugendweltmeisterschaften in Donezk, teil. Dabei belegte sie über 100 Meter den fünften Platz und gewann über 200 Meter mit neuem Meisterschaftsrekord die Goldmedaille. 2014 gewann sie bei den Juniorenweltmeisterschaften in Eugene die Silbermedaille über 200 Meter und belegte im 100-Meter-Finale den sechsten Platz. Zudem qualifizierte sie sich für die Europameisterschaften in Zürich, bei denen sie mit der Staffel den sechsten Platz erreichte und über 200 Meter bis ins Halbfinale gelangte. 2015 qualifizierte sie sich für die Halleneuropameisterschaften in Prag, bei denen sie über 60 Meter bis in das Halbfinale gelangte.
2013 wurde sie schwedische Meisterin über 100 und 200 Meter, 2014 über 200 Meter. Zudem wurde sie fünffache Hallenmeisterin. Wegen ihrer Leistungen und dem Gewinn der ersten schwedischen Goldmedaille in einer Sprintdisziplin bei einer internationalen Meisterschaft, wurde sie 2014 mit dem Svenska idrottsgalan, dem schwedischen Sportpreis in der Nachwuchsklasse geehrt.

## Bestleistungen
- 100 Meter: 11,35 s (+1,7 m/s), 8. Juni 2013 in Kil
  - 60 Meter (Halle): 7,26 s, 21. Februar 2015 in Stockholm
- 200 Meter: 22,92 s (−0,1 m/s), 14. Juli 2013 in Donezk
  - Halle: 23,15 s, 17. Februar 2013 in Norrköping (Schwedischer Rekord)